# ماکسیم ناوروتسکیی
ماکسیم ناوروتسکیی (اوکراینی: Максим Петрович Навроцький؛ زادهٔ ۲۹ ژوئن ۲۰۰۰) بازیکن فوتبال است.